# Жердя (село)
Жердя (укр. Жердя) — село в Чемеровецком районе Хмельницкой области Украины.
Население по переписи 2001 года составляло 1626 человек. Почтовый индекс — 31664. Телефонный код — 3859. Занимает площадь 3,571 км². Код КОАТУУ — 6825283001.

## Известные уроженцы
- Будз, Иван Фёдорович — художник-постановщик мультипликационных фильмов, детский писатель, член Союза кинематографистов Украины.

## Местный совет
31664, Хмельницкая обл., Чемеровецкий р-н, с. Жердя, ул. Шевченка, 1; тел. 9-72-40.